# Alduin I. (Angoulême)
Alduin I. (auch Audoin oder Hildouin; † 27. März 916) war ein Graf von Angoulême aus dem Haus Taillefer. Er war der ältere Sohn des Grafen Vulgrin I. von Angoulême-Périgord, sein jüngerer Bruder war der Graf Wilhelm I. von Périgord.
Alduin war im Kampf gegen die in Aquitanien einfallenden Wikinger engagiert und ließ eigens im Jahr 886 die Stadtmauer von Angoulême ausbauen. Angeblich war er in Besitz eines Holzsplitters vom „wahren Kreuz“, den bereits sein Vater von der Abtei Charroux erhalten habe, als Sieg bringendes christliches Symbol für den Kampf gegen die Wikinger. Nun aber forderten die Mönche von Alduin die Rückgabe dieser Reliquie, was dieser verweigerte. Darauf habe ihn eine schwere Krankheit befallen und seine Gefolgsleute begannen wie Wölfe auf der Jagd nach Menschenfleisch durchs Land zu streifen. Da ließ er für die Reliquie einen goldenen Schrein bauen und ihn von seinem Sohn Wilhelm nach Charroux bringen, worauf der Fluch ein Ende fand. Nach seinem Tod wurde er in der Abtei Saint-Cybard bestattet.
Alduin war mit einer heute unbekannten Frau verheiratet, mit der er einen Sohn hatte, Wilhelm II. Taillefer († 945). Weil dieser bei seinem Tod noch unmündig war, übernahm Adémar zunächst die Herrschaft in Angoulême, der wahrscheinlich Alduins Schwager war.

## Quelle
- Ademar von Chabannes, Chronicon III §23, hrsg. von Jules Chavanon (1897), S. 144
- Ademar von Chabannes, Ademari Historiarum Liber III, hrsg. von Georg Waitz in: Monumenta Germaniae Historica SS 4 (1861), S. 125–126
- zum Sterbedatum: Annales Engolismenses, hrsg. von Georg Heinrich Pertz in: Monumenta Germaniae Historica SS 4 (1841), S. 5

| Vorgänger  | Amt                        | Nachfolger |
| ---------- | -------------------------- | ---------- |
| Vulgrin I. | Graf von Angoulême 886–916 | Adémar     |

| Personendaten    | Personendaten      |
| ---------------- | ------------------ |
| NAME             | Alduin I.          |
| ALTERNATIVNAMEN  | Audoin; Hildouin   |
| KURZBESCHREIBUNG | Graf von Angoulême |
| GEBURTSDATUM     | 9. Jahrhundert     |
| STERBEDATUM      | 27. März 916       |